# 比利亚马约尔 (萨拉曼卡省)
比利亚马约尔（西班牙語：Villamayor）是西班牙卡斯蒂利亚-莱昂萨拉曼卡省的一个市镇。 总面积16平方公里，总人口3518人（2001年），人口密度220人/平方公里。